# Gletscherwein
Gletscherwein (französisch Vin du Glacier, auch Vin des Glaciers) ist ein AOC-zertifizierter Weisswein, der im Walliser Bezirk Siders hergestellt wird, wobei er bei der Stadt Siders gekeltert und im Eifischtal nach lokaler Tradition in einer Höhe von über 1200 m. ü. M. ausgebaut wird.

## Namen und Herstellung
Dieser traditionelle Walliser Süsswein wird aus Weinen mehrerer Rebsorten und verschiedener Jahrgänge hergestellt, die oxidativ ausgebaut werden. Dieses spezielle Ausbauverfahren bezeichnet der Önologe als Transvasage- bzw. Solera-Methode, die u. a. auch beim Sherry zur Anwendung kommt. Daher ist der Gletscherwein auch als «Sherry des Wallis» bekannt.
Beim Gletschwein kommen sowohl die einheimischen Walliser Weissweinrebsorten Resi, Humagne blanc und Petite Arvine als auch die traditionellen Walliser Weissweinrebsorten Ermitage, Malvoisie und immer häufiger auch Fendant zum Einsatz, die auf dem Talboden bei Siders auf über 500 m. ü. M. wachsen. Nach Abschluss des Gärprozesses in den Kellern von Siders wird der Wein Ende des Winters ins  Eifischtal – und somit in Gletschernähe (daher der Name Gletscherwein) – zur Fassreifung gebracht. Dabei erfolgt der Ausbau in Lärchenfässern, die eine geringe Menge Sauerstoff in den Wein übergehen lassen und die in Kellern in einer Höhe von mindestens 1200 m. ü. M. stehen. In den ganzjährig kühlen Höhenlagen bleiben die Hefen im Wein passiv und die Säure wird nicht angegriffen. Folglich beträgt die Ausbaudauer mindestens 15 Jahre ab dem ersten Jahrgang im Fass.

## Ursprung
Die ältesten noch erhaltenen Dokumente, die über den Walliser Gletscherwein berichten, gehen auf den Beginn des 18. Jahrhunderts zurück. Jedoch kann davon ausgegangen werden, dass er viel älter ist, da die frühen noch erhaltenen Dokumente u. a. auch dessen Bekanntheit hervorheben. Darüber hinaus wurde der Gletscherwein früher sortenrein aus der einheimischen Walliser Weissweinrebsorte Resi gekeltert. Bei der alten Sorte handelt es sich möglicherweise um die von Plinius dem Älteren als «Uva raetica» beschriebene Sorte, die von den Phokern aus Marseille ins Wallis gebracht wurde.

## Degustation
Der Gletschwein ist ein saurer Wein, dessen kräftiger und lang anhaltender Geschmack an Liebstöckel und Nüsse erinnert. Der Alkoholgehalt beträgt 13 bis 16 %; er nimmt mit dem Alter zu.

## Burgerkeller Grimentz
Der Burgerkeller in Grimentz, der unterhalb des Moirygletschers auf über 1550 m. ü. M. liegt, baut mit 4 200 Liter die grösste Menge an Gletscherwein aus. Die zum Einsatz kommenden Fässer stammen aus den Jahren 1886, 1886, 1888, 1934 und 1969. Der Wein wird direkt aus dem Fass gezapft und nicht in Flaschen abgefüllt, dabei werden die Holzbehälter nie vollständig geleert. Jedes Frühjahr wird dann der neue Wein dem alten zugefüllt, wobei mit Hilfe eines ganz einfachen Siphonsystems zuerst das älteste Fass von 1886, das sogenannte Bischofsfass, dem jährlich 25 Liter entnommen werden, mit dem Wein aus dem zweitältesten Fass von 1888 aufgefüllt wird usw. Der älteste Wein ist mehr als 125 Jahre alt.

## Oxidative Weine
Weitere bekannte oxidative Weine sind: Sherry, Madeira, Portwein und Vin Jaune du Jura sowie Tokajer.